# Естонско војводство
Естонско војводство (дан. Hertugdømmet Estland; лат. Ducatus Estoniae) или Данска Естонија је историјски назив за делове Естоније који су се током средњег века налази под управом Краљевине Данске.
Данска флота нападала је северне и западне обале данашње Естоније у више наврата (1170, 1194. и 1197), а све са циљем да се онемогуће напади „естонских Викинга” Осилијанаца са Сареме на данске трговачке бродове у Балтику. Дански краљ Валдемар II тако је, заједно са надбискупом Андреасом Сунонисом извршио 1206. инвазију на острво Сарему (у данским изворима познато као Езел), а данске територијалне претензије на то подручје признао је као легитимне и сам Папа. Године 1219. данска војска извршила је инвазију на континентални део Естоније, поразивши притом Естонце у бици код Линданиса (данашњи Талин). Победа Данаца код Линданиса уједно је означила и успостављање данске управе на подручју северне Естоније. Данци су владали тим подручјем све до 1346. године када су били присиљени да територију продају Тевтонском реду.
Године 1559. Езелвички бискуп продао је своје територије данском краљу Фредерику II за 30.000 сребрних талира, а овај је потом за управника тог подручја именовао свог брата Магнуса од Холштајна. Друга данска управа над Саремом трајала је од 1559. до 1645. године када је цело подручје потпало под власт Шведске.